# زودیلوو
زودیلوو (به لاتین: Zudilovo) یک روستا در روسیه است.